# 13328 Ґюттер
13328 Ґюттер (13328 Guetter) — астероїд головного поясу, відкритий 17 вересня 1998 року.
Тіссеранів параметр щодо Юпітера — 3,230.